# 웨스트게이트 쇼핑몰

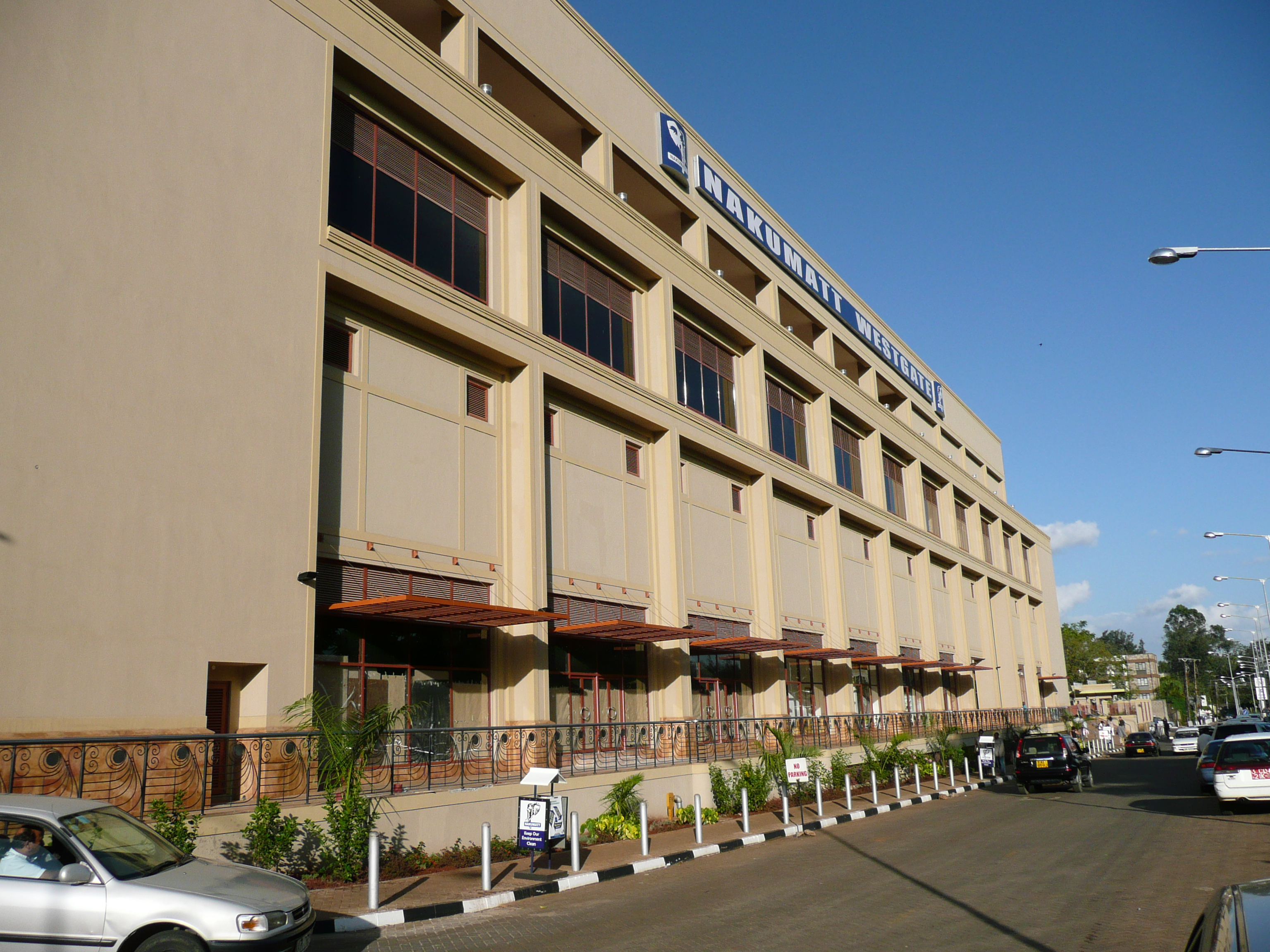
웨스트게이트

웨스트게이트 쇼핑몰(영어: Westgate shopping mall)은 케냐 나이로비 웨스트랜즈에 위치한 대형 쇼핑몰이다.

## 개요
5층으로 된 이 쇼핑몰은 2007년에 오픈하여, 소매 공간의 33,000m²를 포함, 80개 이상의 상점을 수용하고 있다

## 같이 보기
- 이슬람 테러리즘